# Koi☆Sento
Koi☆Sento (コイ☆セント) là một OVA anime được viết và đạo diễn bởi Morita Shuhei và Sunrise thực hiện. Cốt truyện lấy bối cảnh năm 2710 khi một cậu bé tên Shinichi trong một chuyến đi dã ngoại cùng trường học đến nơi xây dựng phỏng theo thành phố Nara vào thế kỷ 21 nơi phật giáo phát triển rất mạnh cùng với công nghệ khoa học. Trong khi đi dạo thành phố thì một con hưu trắng đã đánh cắp cái túi của cậu và dẫn cậu đến gặp một cô gái lạ mặt đang bị rượt đuổi và từ đó cả hai bắt đầu tìm hiểu nhau.
Tập OVA đã phát hành tại Nhật Bản vào ngày 25 tháng 2 năm 2011. Phiên bản tiếng Anh của OVA do Sentai Filmworks giữ bản quyền phân phối tại thị trường Bắc Mỹ và Madman Entertainment thì phân phối tại Úc và New Zealand.

## Âm nhạc
Tập OVA có hai bài hát chủ đề, một mở đầu và một kết thúc. Bài hát mở đầu có tên metamorphose và bài hát kết thúc có tên Startline cả hai đều do Kotobuki Minako trình bày. Đĩa đơn chứa hai bài hát đã phát hành vào ngày 24 tháng 10 năm 2010.
| Startline        | Startline                  | Startline  |
| STT              | Nhan đề                    | Thời lượng |
| ---------------- | -------------------------- | ---------- |
| 1.               | "Startline"                | 4:13       |
| 2.               | "metamorphose"             | 4:21       |
| 3.               | "Startline (Instrumental)" | 4:11       |
| Tổng thời lượng: | Tổng thời lượng:           | 12:45      |